# Apnenik
Apnenik – wieś w Słowenii, w gminie Šentjernej. W 2018 roku liczyła 33 mieszkańców.